# Port Side Tower
Port Side Tower (jap. ポートサイドタワー) – biurowiec w mieście Chiba, w Japonii. Jego budowę ukończono w 1993 roku. Budynek ma 122 metry wysokości i jest 8. pod względem wysokości obiektem w Chiba. Liczy 29 kondygnacji nadziemnych i 3 podziemne. Zaprojektowany został przez Kawasaki Steel Engineering.